# IBBY
La IBBY (International Board on Books for Young People) è un'organizzazione no-profit il cui obiettivo primario è quello di promuovere la letteratura per l'infanzia in tutto il mondo.

## Descrizione
È stata fondata a Zurigo nel 1953, e ad oggi si compone di settanta singole Sezioni Nazionali, organizzate autonomamente. Tra i membri delle sezioni nazionali vi sono autori ed illustratori, editori, traduttori, giornalisti e critici, insegnanti, professori universitari e studenti, librai e bibliotecari, operatori nel campo del sociale e genitori.
Le politiche e i programmi della IBBY sono determinati dal Comitato Esecutivo: dieci esponenti di paesi diversi e un Presidente, eletto a cadenza biennale dalle Sezioni Nazionali ed un'Assemblea Generale durante i Congressi, che lavorano come volontari. La gestione operativa è affidata al Segretariato a Basilea, in Svizzera.
In quanto organizzazione no-profit riconosciuta dall'UNESCO e dall'UNICEF, la IBBY ha un ruolo fondamentale come promotrice della letteratura infantile nel mondo. Basata sui principi della Convenzione Internazionale sui Diritti dell'Infanzia ratificata nel 1990 dall'ONU, si fa portavoce in particolar modo del diritto del bambino all'educazione ed all'accesso diretto alle informazioni.
La IBBY coopera con molte organizzazioni internazionali ed istituzioni legate alla letteratura infantile, oltre ad avere annualmente un suo spazio alla Fiera del Libro per Ragazzi di Bologna ed altre fiere internazionali. Fra le sue attività principali si possono annoverare il famoso premio Hans Christian Andersen, la selezione bibliografica "Honour List" e la selezione bibliografica "Outstanding Books for Young People with Disabilities".

## Premio Hans Christian Andersen
Ogni due anni, la IBBY conferisce il Premio Hans Christian Andersen ad un autore e ad un illustratore che abbiano dato un contributo importante alla letteratura infantile. Tale premio, la cui patrona è la Regina Margherita II di Danimarca è considerato il riconoscimento più alto per quanto riguarda la letteratura infantile (tanto che viene spesso definito "il Piccolo Premio Nobel"). I candidati vengono proposti dalle singole sezioni nazionali della IBBY, e i vincitori vengono poi selezionati da una giuria di specialisti di letteratura infantile. Il premio consiste in una medaglia d'oro e un diploma.

## IBBY Italia

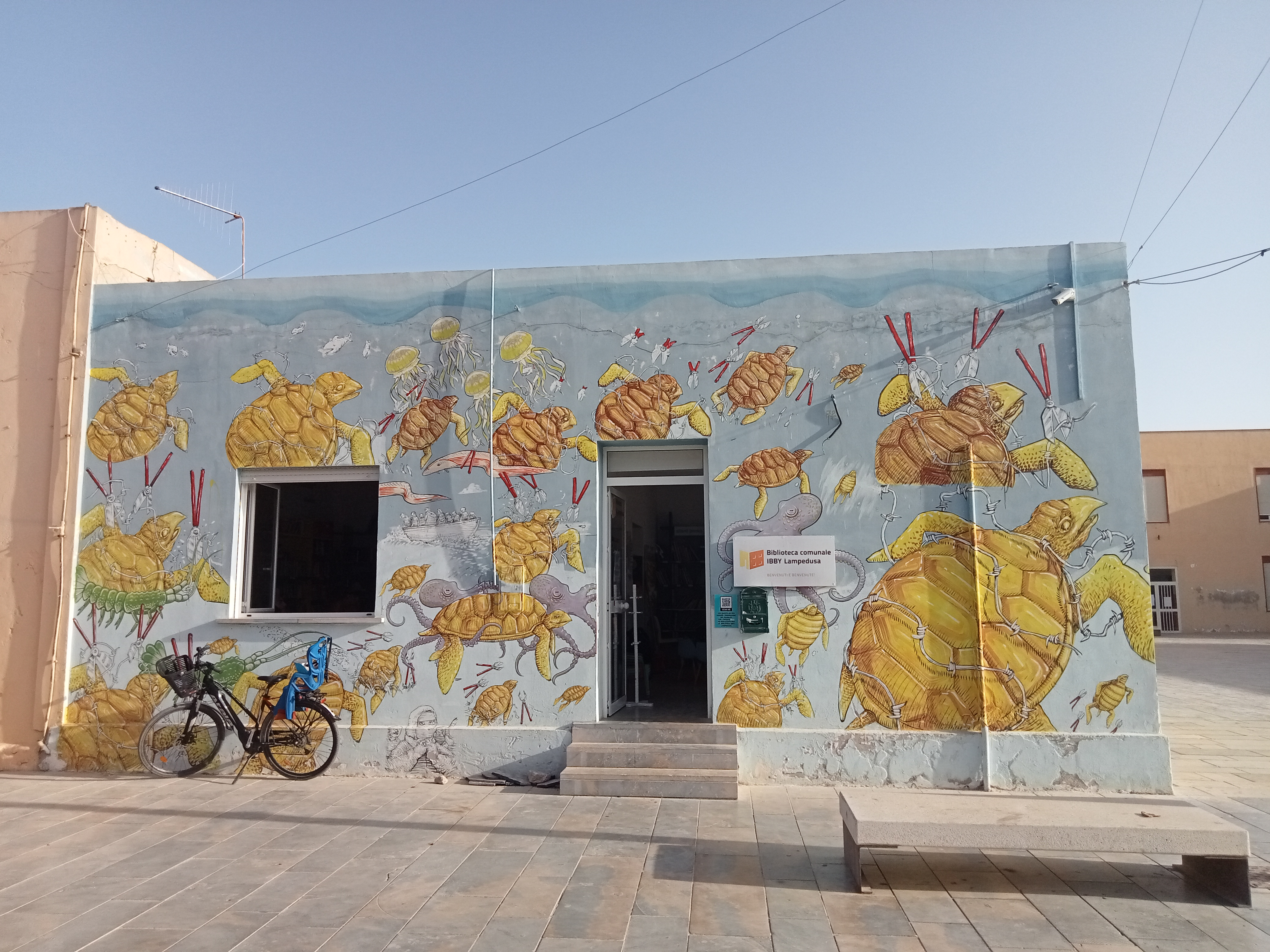
Facciata che da su via Roma della Biblioteca IBBY di Lampedusa, con il murale realizzato dall'artista italiano Blu.

La sezione italiana di IBBY ha sede a Bologna, presso la Biblioteca Salaborsa. Soci fondatori sono: Alma Mater Studiorum – Università di Bologna, Associazione Italiana Biblioteche, Associazione Italiana Editori, Comune di Bologna – Biblioteca Salaborsa ragazzi, Cooperativa Giannino Stoppani, Bologna Children's Book Fair, Hamelin Associazione Culturale.

### Biblioteca IBBY a Lampedusa
Nel 2013 IBBY Italia, in collaborazione con IBBY International, avvia un progetto per l'apertura di una biblioteca per ragazzi sull'isola di Lampedusa attraverso IBBY Silent Books. Destinazione Lampedusa: un'iniziativa di cooperazione internazionale finalizzata a garantire il diritto di tutti ad accedere alla cultura. La biblioteca si trova in un luogo simbolico per le migrazioni nella rotta del Mediterraneo Centrale ed è caratterizzata da una ricca collezione di silent book, libri senza parole che permettono la comprensione e l'interpretazione a lettori di qualsiasi lingua. Il progetto mira a fornire accesso alla lettura ai bambini e ragazzi locali, oltre che a quelli provenienti da contesti migratori. A supporto di questo progetto, ogni anno si tiene l'IBBY Camp, un evento che riunisce volontari, educatori e bibliotecari provenienti da tutto il mondo. Durante il camp, i partecipanti collaborano con la biblioteca e le scuole dell'isola organizzando laboratori, incontri e attività educative, con l'obiettivo di promuovere l'inclusione culturale e la cittadinanza attiva attraverso la lettura sostenendo la crescita socioculturale della comunità isolana. Questo evento rappresenta un momento centrale per rafforzare il ruolo della biblioteca come spazio di incontro e dialogo interculturale. Inoltre, durante l'anno all'interno degli stessi spazi vengono organizzate, su base volontaria e gratuita, attività di doposcuola, alfabetizzazione e supporto educativo.